# Sân bay Yakutat
Sân bay Yakutat (IATA: YAK, ICAO: PAYA, LID FAA: YAK) là một sân bay công năm ở 5 km về phía đông nam của trung tâm Yakutat, một thành phố ở tiểu bang Alaska, Hoa Kỳ. Sân bay này có 2 đường băng.

## Các hãng hàng không và các tuyến bay
- Alaska Airlines (Cordova, Juneau)